# Down Under Classic
La Down Under Classic è un criterium maschile di ciclismo su strada che ha luogo in gennaio a cadenza annuale nel territorio di Adelaide, in Australia Meridionale. Si disputa su un circuito lungo 1 700 metri da percorrere 30 volte. L'evento si svolge come preambolo del Tour Down Under, la prima prova del calendario World Tour della stagione.

## Storia
La corsa è nata nel 2006, come gara solo maschile, e viene disputata due giorni prima della tappa inaugurale del Tour Down Under. Il primo vincitore è stato Robbie McEwen, che ha bissato poi la vittoria nel 2009. Le edizioni 2007 e 2008 sono state vinte rispettivamente da Mark Renshaw ed André Greipel. Nel 2010 la vittoria è andata al neozelandese Greg Henderson, del Team Sky. Nel 2011 prima vittoria per il corridore di casa Matthew Goss, mentre nel 2012 e 2013 ci sono state le affermazioni del tedesco Greipel. Sempre un tedesco vince nel 2014 e si tratta del velocista Marcel Kittel, che bissa la vittoria anche nel 2015. Nel 2016 è la volta del corridore di casa Caleb Ewan, il quale si ripete anche nel 2017 e nel 2019; il 2018 vede invece il successo dello slovacco Peter Sagan.

## Albo d'oro
Aggiornato all'edizione 2024.
| Anno                    | Vincitore          | Secondo              | Terzo               |
| Down Under Classic      | Down Under Classic | Down Under Classic   | Down Under Classic  |
| ----------------------- | ------------------ | -------------------- | ------------------- |
| 2006                    | Robbie McEwen      | Daniele Colli        | Simone Cadamuro     |
| 2007                    | Mark Renshaw       | Hilton Clarke        | Simon Clarke        |
| 2008                    | André Greipel      | Mark Renshaw         | Robbie McEwen       |
| 2009                    | Robbie McEwen      | Willem Stroetinga    | Graeme Brown        |
| 2010                    | Greg Henderson     | Chris Sutton         | André Greipel       |
| 2011                    | Matthew Goss       | Mark Renshaw         | Robbie McEwen       |
| 2012                    | André Greipel      | Edvald Boasson Hagen | Heinrich Haussler   |
| People's Choice Classic |                    |                      |                     |
| 2013                    | André Greipel      | Matthew Goss         | Greg Henderson      |
| 2014                    | Marcel Kittel      | André Greipel        | Caleb Ewan          |
| 2015                    | Marcel Kittel      | Juan José Lobato     | Wouter Wippert      |
| 2016                    | Caleb Ewan         | Giacomo Nizzolo      | Adam Blythe         |
| 2017                    | Caleb Ewan         | Sam Bennett          | Peter Sagan         |
| 2018                    | Peter Sagan        | André Greipel        | Caleb Ewan          |
| Down Under Classic      |                    |                      |                     |
| 2019                    | Caleb Ewan         | Peter Sagan          | Alexander Edmondson |
| 2020                    | Caleb Ewan         | Elia Viviani         | Simone Consonni     |
| 2023                    | Caleb Ewan         | Jordi Meeus          | Kaden Groves        |
| 2024                    | Jhonatan Narváez   | Natnael Tesfatsion   | Isaac Del Toro      |